# Макаров, Артём Валентинович
Артём Валентинович Макаров (род. 1977) — российский дирижёр. Главный дирижёр Московского государственного академического детского музыкального театра имени Наталии Сац в Москве и главный дирижёр Большого театра Беларуси (Минск).
Народный артист Республики Башкортостан (2021);
Лауреат Российской Национальной театральной Премии «Золотая Маска» (2017);
Заслуженный артист Республики Башкортостан (2015)

## Биография
Артем Валентинович Макаров родился в 1977 году в г. Уфе.
Образование: Средняя специальная музыкальная школа при Уфимском государственном институте искусств (игра на кларнете).
Уфимский государственный институт искусств (ныне — Уфимская государственная академия искусств им. Загира Исмагилова) по специальности «фортепиано» (класс заслуженной артистки Республики Башкортостан, профессора Л. И. Алексеевой) (окончил в 2000 г.).
Аспирантура Уфимского государственного института искусств по специальности «оперно-симфоническое дирижирование» (класс заслуженного деятеля искусств России, народного артиста Башкортостана В. И. Платонова и заслуженного деятеля искусств РФ, профессора А. А. Людмилина) (окончил в 2003 г.).
В Башкирском государственном театре оперы и балета работал с 1997 года концертмейстером.
С 2002 года — дирижёр БГТОиБ. Участвовал в спектаклях «Травиата» Дж. Верди (2001), «Трубадур» (2002), «Жизель» А.Адана (2003), «Аида» Дж. Верди, «Кармен» Ж.Бизе, «Memento» С. Низаметдинова, «Летучая мышь» И. Штрауса, «Тщетная предосторожность» П. Гертеля.
Совместно с народными артистами РБ А. Абдразаковым, Х. Ижболдиной и др. выступал в концертных программах.
С 2003 года одновременно работал в Турции в Анкарской государственной опере (Ankara Opera House) — коррепетитором оперной труппы, в Стамбульской государственной опере — дирижёром опер «Травиата» Дж. Верди, «Дон Паскуале» Г. Доницетти, в консерватории г. Эскишехир (Турция) — преподавателем. В Турции Артем Валентинович около двух лет брал частные уроки вокала.
С июня 2011 года Артем Валентинович Макаров — главный дирижёр Башкирского государственного театра оперы и балета.
С 2023 года — главный дирижер Московского государственного академического детского музыкального театра им. Н. И. Сац.

## Творчество
Дирижировал произведениями оперной и симфонической музыки, включая оперы «Макбет», «Травиата», «Трубадур», «Аида» Дж. Верди, «Кармен» Ж.Бизе, «Так поступают все», «Похищение из Сераля», «Идоменей» В.-А.Моцарта, «Дон Паскуале» Г.Доницетти, «Сельская честь» П.Масканьи, «Паяцы» Р.Леонкавалло, «Memento» С.Низаметдинова, оперетта «Летучая мышь» И.Штрауса, балеты «Жизель» А.Адана, «Тщетная предосторожность» П.Гертеля и др.